# Нидерландский дом (Мюнстер)
Нидерландский дом (нем.  Haus der Niederlande (Krameramtshaus)) — историческое здание в городе Мюнстер (федеральная земля Северный Рейн-Вестфалия). Здание расположено на пересечении улиц Alter Steinweg и Kirchherrengasse в непосредственной близости от церкви Святого Ламберта.

## История
Здание, которое раньше называлось Krameramtshaus известно с 1589 года. Первоначально здание использовалось как дом собраний и склад гильдии Kramergilde.
Особую известность здание приобрело в 1648 году, когда в Мюнстерской ратуше проходил Вестфальский конгресс, а в Krameramtshaus была расквартирована нидерландская делегация. Переговоры проходили попеременно на квартирах посланников разных стран, но именно в Krameramtshaus 30 января 1648 года был подписан испано-нидерландский договор, вследствие которого Нидерланды были признаны независимым государством.
С 1909 по 1993 год в здании располагалась городская библиотека. 15 мая 1995 года здание был открыт « Центр исследований Нидерландов» Вестфальского университета.

## Современное использование
«Центр исследований Нидерландов» — это единственное научное учреждение в Германии, которое занимается исключительно вопросами изучения и культурного обмена с Нидерландами и Фландрией. Целью учреждения является всестороннее изучение нидерландоязычной области и её отношений с Германией. Центр был основан в 1989 году и подчинен к Вестфальскому университету им. Вильгельма. По учебной программе «Исследование Нидерландов» можно получить учёные степени как бакалавра, так и магистра.
«Институт Нидерландской филологии» — это факультет нидерландского и фламандского языков, который занимается не только их изучением, но и подготовкой будущих переводчиков и преподавателей.
Библиотека — крупнейшее в Германии собрание литературы на нидерландском и фламандском языках. Общий фонд библиотеки составляет примерно 95 000 томов.
«Фонд Бенилюкс — Северный Рейн-Вестфалия» содействует отношениям между федеральной землей Северный Рейн-Вестфалия и странами Бенилюкса — королевством Нидерланды, королевством Бельгия и великим герцогством Люксембург. После выборов в ландтаг Северного Рейна-Вестфалии 2005 года фонд был упразднён.